# Liga Premier de Baréin 2017-18
La Liga Premier de Baréin 2017-18, también conocida como Liga Premier VIVA de Baréin 2017-18 por razones de patrocinio, (en árabe: الدوري VIVA البحريني الممتاز) fue la 61a. edición de la máxima categoría del fútbol en Baréin.  La temporada comenzó en septiembre y finalizó en mayo de 2018 con la consecución del título por parte del Muharraq Club.
Participaron 10 equipos: 8 de la edición anterior, y 2 ascendidos de la Segunda División de Baréin 2016-17. El Malkiya Club, partía como el campeón defensor del título de la temporada anterior.

## Equipos
El Bahrain Club y el Al Hala Club fueron relegados al ocupar las posiciones 9 y 10, respectivamente. Sus lugares fueron ocupados por el Al Shabab, campeón de la segunda división, quien regresó luego de su descenso en la temporada 2014-15, y el subcampeón Al-Ittihad, quién no jugaba en la máxima categoría desde la temporada 2008-09.

### Ciudades y estadios
Equipos ordenados alfabéticamente. En cursiva los ascendidos a la categoría.
| Club          | Ciudad      | Estadio            |
| ------------- | ----------- | ------------------ |
| Al Ahli       | Manama      | Nacional de Baréin |
| Al Hidd       | Al Hidd     | Nacional de Baréin |
| Al-Najma      | Manama      | Nacional de Baréin |
| East Riffa    | Riffa       | Nacional de Baréin |
| Malkiya       | Malkiya     | Madinat 'Isa       |
| Manama Club   | Manama      | Nacional de Baréin |
| Muharraq Club | Al Muharraq | Al Muharraq        |
| Riffa Club    | Riffa       | Nacional de Baréin |

- Aunque la mayoría de los clubes tienen un estadio, los juegos son realizados principalmente en el Estadio Nacional de Baréin, el Estadio Ciudad Deportiva Califa y el Estadio Al Ahli.

## Tabla de posiciones
|     | Equipos de fútbol | PJ | G  | E  | P  | GF | GC | Dif | Pts | Calificación o descenso             |
| --- | ----------------- | -- | -- | -- | -- | -- | -- | --- | --- | ----------------------------------- |
| 01. | Muharraq Club     | 18 | 14 | 03 | 01 | 31 | 07 | +24 | 45  | Ronda preliminar: Liga de Campeones |
| 02. | Al-Najma Club     | 18 | 08 | 06 | 04 | 34 | 26 | +8  | 30  |                                     |
| 03. | Manama Club       | 18 | 08 | 05 | 05 | 33 | 20 | +13 | 29  |                                     |
| 04. | Malkiya Club      | 18 | 08 | 04 | 06 | 36 | 30 | +6  | 28  |                                     |
| 05. | Al Shabab         | 18 | 05 | 09 | 04 | 19 | 20 | -1  | 24  |                                     |
| 06. | Al Hidd           | 18 | 05 | 06 | 07 | 22 | 30 | -8  | 21  |                                     |
| 07. | Riffa Club        | 18 | 05 | 04 | 09 | 22 | 31 | -9  | 19  |                                     |
| 08. | East Riffa        | 18 | 03 | 08 | 07 | 24 | 32 | -8  | 17  |                                     |
| 9.  | Al-Ittihad        | 18 | 03 | 05 | 10 | 22 | 34 | -12 | 14  | Descenso: Segunda División          |
| 10. | Al Ahli           | 18 | 04 | 04 | 10 | 21 | 34 | -13 | 13  | Descenso: Segunda División          |

PJ = Partidos jugados; G = Partidos ganados; E = Partidos empatados; P = Partidos perdidos; GF = Goles anotados; GC = Goles recibidos; Dif = Diferencia de goles; Pts = Puntos.

(C) = Campeón; (D) = Descendido; (P) = Promovido; (E) = Eliminado; (O) = Ganador de Play-off.

Fuente: